# (3730) Hurban
(3730) Hurban est un astéroïde de la ceinture principale.

## Description
(3730) Hurban est un astéroïde de la ceinture principale. Il fut découvert le 4 décembre 1983 à Piszkesteto par Milan Antal. Il présente une orbite caractérisée par un demi-grand axe de 2,72 UA, une excentricité de 0,16 et une inclinaison de 7,0° par rapport à l'écliptique.

## Compléments